# Astroblepus labialis
Astroblepus labialis är en fiskart som beskrevs av Pearson, 1937. Astroblepus labialis ingår i släktet Astroblepus och familjen Astroblepidae. Inga underarter finns listade.